# Sami Andria
Pour les articles homonymes, voir Andria (homonymie).
 (mai 2024).
La mise en forme du texte ne suit pas les recommandations de Wikipédia : il faut le « wikifier ».
Les points d'amélioration suivants sont les cas les plus fréquents :
- Les titres sont pré-formatés par le logiciel. Ils ne sont ni en capitales, ni en gras.
- Le texte ne doit pas être écrit en capitales (les noms de famille non plus), ni en gras, ni en italique, ni en « petit »…
- Le gras n'est utilisé que pour surligner le titre de l'article dans l'introduction, une seule fois.
- L'italique est rarement utilisé : mots en langue étrangère, titres d'œuvres, noms de bateaux, etc.
- Les citations ne sont pas en italique mais en corps de texte normal. Elles sont entourées par des guillemets français : « et ».
- Les listes à puces sont à éviter, des paragraphes rédigés étant largement préférés. Les tableaux sont à réserver à la présentation de données structurées (résultats, etc.).
- Les appels de note de bas de page (petits chiffres en exposant, introduits par l'outil «  Source ») sont à placer entre la fin de phrase et le point final[comme ça].
- Les liens internes (vers d'autres articles de Wikipédia) sont à choisir avec parcimonie. Créez des liens vers des articles approfondissant le sujet. Les termes génériques sans rapport avec le sujet sont à éviter, ainsi que les répétitions de liens vers un même terme.
- Les liens externes sont à placer uniquement dans une section « Liens externes », à la fin de l'article. Ces liens sont à choisir avec parcimonie suivant les règles définies. Si un lien sert de source à l'article, son insertion dans le texte est à faire par les notes de bas de page.
- La présentation des références doit suivre les conventions bibliographiques. Il est recommandé d'utiliser les modèles {{Ouvrage}}, {{Chapitre}}, {{Article}}, {{Lien web}} et/ou {{Bibliographie}}. Le mode d'édition visuel peut mettre en forme automatiquement les références.
- Insérer une infobox (cadre d'informations à droite) n'est pas obligatoire pour parachever la mise en page.

Pour une aide détaillée, merci de consulter Aide:Wikification.
Si vous pensez que ces points ont été résolus, vous pouvez retirer ce bandeau et améliorer la mise en forme d'un autre article.
Sami Andria est passionné du sport extrême, un professionnel du vélo trial à Madagascar. Il a relevé plusieurs défis sur des lieux emblématiques de Madagascar comme le lac Tritriva, le Tsingy de Bemaraha, Tsaranoro, le tour Redland Ankorondrano.

## Biographie
Sami Andria, de son vrai nom Samuel Andrianantenaina, est né à Antsirabe en 1994, Madagascar. Il est professionnel du vélo trial, vidéaste et photographe. Depuis son enfance, il admire Damon Watson, connu pour être l'un des streeters britanniques les plus hardcore.

## Engagements
Sami Andria s'engage activement à partager sa passion pour le trial et à former une nouvelle génération de trialistes malgaches. Il a initié le projet de l'école de trial de Madagascar, où les cours sont ouverts à toutes les catégories d'âge, des jeunes aux adultes, et s'adressent aux passionnés de vélo, de sports extrêmes, de VTT ou de BMX,. Par ailleurs, il contribue à la promotion (avec et sans son vélo) des sites touristiques de Madagascar comme ceux d'Antsirabe, Parc National de l'Isalo, Tsingy de Bemaraha, Allée des Baobab, Andringitra.
Malgré son asthme, l'entraînement en trial a aidé Sami Andria à améliorer son état de santé. Toutefois, sa carrière a été marquée par des blessures, dont une fracture de la jambe qui a nécessité plusieurs mois de rééducation. En dehors du trial, il pratique également le motocross, et se consacre à la vidéographie et à la photographie.

## Parcours
Sami Andria a découvert le trial grâce à Tsimba, un autre passionné de ce sport qui l'a initié à cette discipline. C'est en 2009 qu'il commence à pratiquer le trial avec un vélo bricolé. Le trial est un sport de franchissement d'obstacles en milieu naturel, exigeant force, agilité et précision. Grâce à divers sponsors, Sami a pu obtenir un vélo Crewkerz, spécialisé pour le trial. Reconnu comme un biker de l'extrême, il aime relever des défis et améliorer constamment ses performances. Au fil des ans, il a remporté cinq fois le titre de champion national de trial et en 2015, il est couronné Champion d'Afrique de vélo trial,.

## Palmarès
- Cinq fois le titre de champion national de trial[11],
- en 2015, il est couronné Champion d'Afrique de vélo trial[10].

## Performances remarquables
Sami Andria a réalisé des performances remarquables dans divers lieux emblématiques de Madagascar.
En juin 2020, Il a notamment conquis le lac Tritriva, l'un des plus dangereux lacs de Madagascar, ainsi que le massif de l'Andringitra à Tsaranoro , qui est le deuxième sommet de Madagascar culminant à 1600 mètres d'altitude,. Il a également affronté les Tsingy de Bemaraha, et a effectué des ascensions sur la tour Redland à Ankorondrano, le bâtiment le plus haut de la capitale.